# Welcome to the Monkey House (album)
Pour l’article homonyme, voir Welcome to the Monkey House (recueil de nouvelles).
Albums de The Dandy Warhols
Thirteen Tales from Urban Bohemia
(2000) The Black Album
(2004)
Welcome to the Monkey House (2003) est le quatrième album studio du groupe de rock américain The Dandy Warhols. Il tire son nom du recueil de nouvelles de Kurt Vonnegut publié en 1968, Welcome to the Monkey House.

## Titres
Compositions de Courtney Taylor-Taylor, sauf indication contraire.
| No  | Titre                                              | Durée |
| --- | -------------------------------------------------- | ----- |
| 1.  | Welcome to the Monkey House                        | 1:04  |
| 2.  | We Used to Be Friends                              | 3:20  |
| 3.  | Plan A                                             | 4:01  |
| 4.  | The Dope (Wonderful You)                           | 4:37  |
| 5.  | I Am a Scientist (Taylor-Taylor, David Bowie)      | 3:13  |
| 6.  | I Am Over It                                       | 3:50  |
| 7.  | The Dandy Warhols Love Almost Everyone             | 1:54  |
| 8.  | Insincere Because I                                | 3:49  |
| 9.  | You Were The Last High (Taylor-Taylor, Evan Dando) | 4:46  |
| 10. | Heavenly                                           | 3:36  |
| 11. | I Am Sound                                         | 4:00  |
| 12. | Hit Rock Bottom                                    | 2:53  |
| 13. | (You Come In) Burned                               | 7:24  |

## Musiciens
- Courtney Taylor-Taylor – chant, guitare
- Peter Loew – guitare
- Zia McCabe – claviers, guitare basse, chant
- Brent DeBoer – batterie, chant
- Nick Rhodes – synthétiseur
- Tony Visconti – guitare basse, chant
- Nile Rodgers – guitare
- Simon Le Bon – chant
- Yoad Nevo – guitare
- Adam Flick – guitare basse
- Mark Tinley – guitare
- Jamie Jackson – piano
- Parker Posey – mandoline
- Sally Boyden – chant
- Sam Dodds – chant